# Marko Frank
Marko Frank (ur. 25 grudnia 1968 we Friedrichroda) – niemiecki narciarz klasyczny reprezentujący NRD, specjalista kombinacji norweskiej, dwukrotny medalista mistrzostw świata juniorów.

## Kariera
Pierwsze sukcesy w karierze Frank osiągnął w lutym 1987 roku, kiedy zdobył dwa medale podczas mistrzostw świata juniorów w Asiago, złoty w sztafecie i brązowy indywidualnie. W Pucharze Świata pierwsze punkty wywalczył 9 stycznia 1988 roku w Sankt Moritz, zajmując siódme miejsce w zawodach metodą Gundersena. Był to równocześnie najwyższa lokata wywalczona przez Franka w zawodach tego cyklu. W klasyfikacji generalnej najlepsze wyniki osiągnął w sezonie 1987/1988, kiedy zajął 15. miejsce.
W 1987 roku wystartował także na mistrzostwach świata w Oberstdorfie, gdzie wra z kolegami zajął 6. miejsce w sztafecie, a indywidualnie był piętnasty. W 1988 roku brał udział w igrzyskach olimpijskich w Calgary, zajmując piąte miejsce w sztafecie, a rywalizację indywidualną zakończył na ósmej pozycji.

## Osiągnięcia

### Igrzyska olimpijskie
| Miejsce | Dzień     | Rok  | Miejscowość | Konkurencja             | Wynik zwycięzcy | Strata  | Zwycięzca      |
| ------- | --------- | ---- | ----------- | ----------------------- | --------------- | ------- | -------------- |
| 8.      | 28 lutego | 1988 | Calgary     | Gundersen K-90/15 km    | 38:16,8         | +1:48,1 | Hippolyt Kempf |
| 5.      | 24 lutego | 1988 | Calgary     | Sztafeta K-90/3 × 10 km | 1:20:46,0       | +2:18,5 | RFN            |

### Mistrzostwa świata
| Miejsce | Dzień     | Rok  | Miejscowość | Konkurencja             | Wynik zwycięzcy | Strata     | Zwycięzca       |
| ------- | --------- | ---- | ----------- | ----------------------- | --------------- | ---------- | --------------- |
| 15.     | 14 lutego | 1987 | Oberstdorf  | Gundersen K-90/15 km    | 423,80 pkt      | -13,90 pkt | Torbjørn Løkken |
| 6.      | 19 lutego | 1987 | Oberstdorf  | Sztafeta K-90/3 × 10 km | 1261,94 pkt     | -78,60 pkt | RFN             |

### Puchar Świata

#### Miejsca w klasyfikacji generalnej
- sezon 1987/1988: 15.

#### Miejsca na podium chronologicznie
Frank nigdy nie stanął na podium zawodów PŚ.